# Sublet (film)
Pour les articles homonymes, voir Sublet (homonymie).
Pour plus de détails, voir Fiche technique et Distribution.
Sublet est un film espagnol réalisé par Chus Gutiérrez, sorti en 1992.

## Synopsis
Le quotidien de Laura, une jeune madrilène qui est partie vivre à New York.

## Fiche technique
- Titre : Sublet
- Réalisation : Chus Gutiérrez
- Scénario : Chus Gutiérrez
- Musique : Tao Gutiérrez
- Photographie : Juan Molina Temboury
- Montage : Carmen Frías
- Société de production : Fernando Trueba Producciones Cinematográficas, Kaplan S. A. et Televisión Española
- Pays :  Espagne
- Genre : Drame
- Durée : 88 minutes
- Dates de sortie : 
  -  Espagne : 20 septembre 1992 (festival international du film de Saint-Sébastien)

## Distribution
- Icíar Bollaín : Laura
- Awilda Rivera : Gladys
- John Kelly : Eugene
- Norm Anderson : Louie
- Kevin Baggott : Peter
- Cesar Olmos : Carlos
- Donna Linderman : Carla
- Oona Farrell : Oona
- Ana Leza : Ana
- Jacinto Taras Riddick : Joe
- Nicholas Ortiz : Jason

## Distinctions
Le film a été nommé au prix Goya du meilleur nouveau réalisateur.